# Meri Avidzba
Meri Hafizovna Avidzba est une aviatrice soviétique d'origine géorgienne, née le 24 janvier 1917 en Abkhazie. Elle a obtenu deux médailles pour la victoire sur l'Allemagne pendant la Seconde Guerre mondiale sur le front de l'Est de 1941-1945, combattant dans l'Armée de l'air soviétique.
Elle a une sœur, Hadjera Avidzba, qui est la première pianiste professionnelle d'Abkhazie.
Meri Avidzba est décédée le 5 novembre 1986, à Soukhoumi, à l'age de 69 ans.

## Pilote
Jeune, elle rêvait déjà de s'envoler. Elle étudie à l'université de Soukhoumi, puis après avoir raté le recrutement par Viktor Argun, un pilote renommé, elle entre à l'Ecole de la Bannière Rouge pour devenir pilote. Une fois l'Ecole finie, elle devient instructeur d'autres pilotes au club d'aviation de Soukhoumi.
Il lui fallait néanmoins prouver au monde qu'elle pouvait, en tant que femme, réellement piloter un avion. Elle a l'occasion de faire une démonstration de vol le 18 août 1936, au festival donné en l'honneur du Jour de l'Armée de l'Air. Devant de nombreux spectateurs et après moult inspections de l'avion pour vérifier qu'elle était bien seule aux commandes, elle s'envole et montre ses capacités de pilote.
En 1939, après la fermeture du club d'aviation de Soukhoumi, Meri Avidzba a vent d'une guerre qui se prépare, et se porte volontaire à l'armée. Elle est envoyée dans une école militaire à Perm. Là-bas, elle apprend qu'une école de formation aérienne existe à Engels, et elle décide d'y aller afin de mettre ses capacités au profit de la guerre. Elle y retrouve des amis de l'Ecole de la Bannière Rouge.

## Seconde Guerre mondiale
En décembre 1942, elle est assignée au 46e régiment de la garde de bombardement de nuit, intégré à la 4e armée de l'air du 2d front biélorusse. Elle pilote des avions de combat pendant la Grande Guerre patriotique, faisant partie des pilotes appelées « sorcières de nuit » par les Allemands. Durant la guerre, elle réalise 477 sorties, passe plus de 1 000 heures dans les airs, et largue plus de 63 tonnes de bombes sur l'ennemi. Elle participe à la libération de la Crimée, de l'Ukraine et de la Pologne.
En 1944, l'avion qu'elle pilotait avec Maria Rukavitsyna est touché. Elles réussissent par miracle à atterrir, mais Meri Avidzba souffre d'une blessure à la colonne vertébrale. Elle cachera sa blessure jusqu'à la fin de la guerre afin de rester dans les rangs, ce qui la forcera à porter un corset en rentrant chez elle après la guerre.
Après la guerre, Meri Avidzba se voit décerner plusieurs médailles, en remerciement pour son courage, une médaille « Pour la défense du Caucase » et une autre « Pour la victoire contre l'Allemagne » ; de degrés I et II dans l'ordre de la Grande Guerre patriotique.